# Niwot
Niwot é uma Região censo-designada localizada no estado americano de Colorado, no Condado de Boulder.

## Demografia
Segundo o censo americano de 2000, a sua população era de 4160 habitantes.

## Geografia
De acordo com o United States Census Bureau tem uma área de
10,5 km², dos quais 10,5 km² cobertos por terra e 0,0 km² cobertos por água. Niwot localiza-se a aproximadamente 1597 m acima do nível do mar.

## Localidades na vizinhança
O diagrama seguinte representa as localidades num raio de 16 km ao redor de Niwot.